# Días contados
Días contados är en spansk dramafilm från 1994 i regi av Imanol Uribe.
Filmen är baserad på Juan Madrids roman med samma namn.

## Utmärkelser
Días contados vann åtta Goyapriser 1995, inklusive priset för bästa film.

## Rollista i urval
- Carmelo Gómez - Antonio
- Ruth Gabriel - Charo
- Candela Peña - Vanessa
- Elvira Mínguez - Lourdes
- Javier Bardem - Lisardo
- Pepón Nieto - Ugarte
- Karra Elejalde - Rafa